# NANOS3
NANOS3 (англ. Nanos C2HC-type zinc finger 3) – білок, який кодується однойменним геном, розташованим у людей на короткому плечі 19-ї хромосоми. Довжина поліпептидного ланцюга білка становить 173 амінокислот, а молекулярна маса — 18 844.
| 10         |  | 20         |  | 30         |  | 40         |  | 50         |
| ---------- |  | ---------- |  | ---------- |  | ---------- |  | ---------- |
| MGTFDLWTDY |  | LGLAHLVRAL |  | SGKEGPETRL |  | SPQPEPEPML |  | EPDQKRSLES |
| SPAPERLCSF |  | CKHNGESRAI |  | YQSHVLKDEA |  | GRVLCPILRD |  | YVCPQCGATR |
| ERAHTRRFCP |  | LTGQGYTSVY |  | SHTTRNSAGK |  | KLVRPDKAKT |  | QDTGHRRGGG |
| GGAGFRGAGK |  | SEPSPSCSPS |  | MST        |  |            |  |            |

A: Аланін

C: Цистеїн

D: Аспарагінова кислота

E: Глутамінова кислота

F: Фенілаланін

G: Гліцин

H: Гістидин

I: Ізолейцин

K: Лізин

L: Лейцин

M: Метіонін

N: Аспарагін

P: Пролін

Q: Глутамін

R: Аргінін

S: Серин

T: Треонін

V: Валін

W: Триптофан

Кодований геном білок за функцією належить до білків розвитку. 
Задіяний у таких біологічних процесах, як регуляція трансляції, диференціація клітин, сперматогенез, альтернативний сплайсинг. 
Білок має сайт для зв'язування з іонами металів, іоном цинку, РНК. 
Локалізований у цитоплазмі, ядрі.